# Ligue des droits de la femme
Ne doit pas être confondu avec Ligue des droits de la femme (Grèce), Ligue belge du droit des femmes ou Ligue française pour le droit des femmes.
La Ligue des droits de la femme est une association féministe ayant comme revendication première le droit de vote des femmes au Québec. Débutant sous le nom du Comité provincial pour le suffrage féminin, l’association se divise en deux nouvelles associations en 1927 soit l’Alliance canadienne pour le vote des femmes du Québec alors que le Comité change de nom pour la Ligue des droits de la femme. Ainsi, le comité est en action pendant cinq ans, soit de 1922 à 1927. Pour ce qui est de la Ligue, elle est active à partir de 1927 et diminue ses activités en 1940 après l’obtention du droit de vote au Québec. Elle cesse définitivement ses activités en 1959.

## Histoire

### Comité pour le suffrage féminin
L’histoire de la Ligue des droits de la femme (LDF) débute avec la création du Comité provincial pour le suffrage féminin. Dès 1921, des femmes anglophones et francophones se rassemblent dans le but d’étudier les différents moyens à adopter afin de former une association bilingue pour l’obtention du droit de vote. Sont présentes lors de cette réunion, Marie-Lacoste Gérin-Lajoie, présidente de la Fédération nationale Saint-Jean-Baptiste (FNSJB), la professeure Carrie-M. Derick, Grace Julia Parker Drummond, la docteure Octavia Grace Ritchie England, Anna Marks Lyman, Idola Saint-Jean, Isabella Scott ainsi que Thérèse Casgrain. Ces derniers forment une nouvelle association, soit le Comité provincial pour le suffrage féminin. À la tête du nouveau comité bilingue se trouvent Marie Gérin-Lajoie et Anna Marks Lyman, cette dernière étant également présidente du Women’s Club. Idola Saint-Jean, dont les idées sont bien plus avant-gardistes que Marie Gérin-Lajoie, occupe le poste de secrétaire. Le comité se définit comme étant apolitique et vise à centrer ses efforts « à une campagne d’éducation afin de persuader le public et la législature que les femmes ne désiraient pas le vote pour changer leur sphère d’action dans la vie mais plutôt pour élever et améliorer le niveau social en général ».
Malgré les humbles objectifs de départ, l’association connait des différents et finit par se diviser. Idola Saint-Jean, professeur de langue à l’Université McGill, souhaite avoir un comité plus combatif dans ses actions et reproche à l’association d’être trop bourgeoise, ne représentant pas toutes les femmes, dont celles issues de la classe ouvrière. En ce sens, se séparant du comité, Idola Saint-Jean crée en 1927 l’Alliance canadienne pour le vote des femmes du Québec (ACVF).
Thérèse Casgrain est nommée à la tête du comité en tant que présidente en 1927, le groupe connait une grande réorganisation durant l’année 1928. La même année, le Comité provincial pour le suffrage féminin change de nom pour celui de la Ligue des droits de la femme. Non seulement le nom de l’association change, mais les objectifs se modifient également. Dorénavant, les objectifs et les actions de l’association ne doivent plus être limités à la simple réclamation du droit de vote, mais doivent également toucher aux sphères juridique, familiale et sociale.

### Ligue des droits de la femme
La division du Comité provincial pour le suffrage féminin donne un nouveau souffle au mouvement féministe dans la province de Québec. Les organisations en profitent pour réorganiser leur structure interne et ainsi la rendre plus efficace tout en demeurant solidaires entre elles. De plus, les associations élargissent également leurs objectifs, touchant l’éducation, le social, la politique et l’économie.

## Revendications et mission
Lors des changements au sein de la Ligue des droits de la femme, Thérèse Casgrain conclut que l’égalité pour les femmes doit sortir du simple cadre politique afin de s’étendre à toutes les sphères de la société. En ce sens, lorsque la Ligue élargit ses objectifs, l’association réalise à quel point ceux du Comité provincial du suffrage provincial ne sont plus en lien avec les siens. La Ligue entreprend donc d’apporter quelques changements à sa constitution afin de mieux représenter leur nouvelle orientation et leur pensée féministe. Avec les nouveaux amendements, le regroupement a comme objectif d’obtenir « pour la femme une égale opportunité dans les domaines social, politique, civil et économique », ce qui s'inscrit dans la lignée des groupes féministes pour le droit de vote des femmes au Québec. La Ligue souhaite améliorer la condition des femmes ainsi que leur statut légal en général, plus particulièrement celle des femmes de la province de Québec. La Ligue a comme objectif d’aider les femmes du Québec à obtenir l’égalité de droits ainsi que l’égalité de considération sur les plans politique, économique et social.
Lors du changement pour la Ligue des droits de la femme, cette dernière modifie ses objectifs et les élargit. Dorénavant, la Ligue réclame des changements au Code civil ainsi que le droit pour les femmes d’être admises au Barreau et donc de pouvoir pratiquer le métier d’avocate. Une des revendications vise à mettre fin au paradoxe qui permet aux femmes de suivre des formations professionnelles sans pour autant leur permettre de pratiquer leur métier et d’être reconnues, comme dans le cas des comptables et des avocates. Ces revendications s’étalent sur l’ensemble des professions libérales où les femmes ne peuvent pas travailler.
Également, la Ligue veut améliorer le statut juridique des femmes mariées. En effet, elles sont vues, au nom de la loi, comme des mineures ou des personnes interdites de vote pour cause d’aliénation mentale. Ce statut est en place dans la province depuis 1866 et les autres provinces du Canada ont mis en place des lois qui permettent aux femmes mariées de gérer leurs propriétés depuis le dernier tiers du XIXe siècle. En ce sens, les féministes considèrent que la situation qui garde les femmes mariées à ce niveau est de moins en moins justifiable. Avec l'aide de la FNSJB, l’ACVF, l’Association des femmes propriétaires de Montréal et la Montreal Local Concil of Woman (MLCW), la ligue obtient la création en 1929 de la Commission des droits civils de la femme, connut aussi sous le nom de Commission Dorion. Malgré les nombreuses revendications des groupes, certaines défendues par tous les groupes, d’autres uniquement par certains, une majorité des doléances ne sont pas écoutées. Cependant, une avancée est faite avec les revendications adoptées. Désormais, les femmes mariées ont le droit à la « propriété de leur salaire de manière à empêcher le mari de s’en emparer alors même qu’il refuse d’assumer ses responsabilités de pourvoyeur ». De plus, autre gain majeur, celui concernant le poste de tutrice ou curatrice, alors que les femmes mariées peuvent maintenant exercer le métier, à condition que la femme soit nommée avec son mari.
Il est important de mentionner que chaque année, à partir de 1927, les militantes de la Ligue et de l’Alliance canadienne pour le vote des femmes du Québec réussissent à convaincre un député du parti au pouvoir de présenter un projet de loi à l’Assemblée législative du Québec afin d’accorder le droit de suffrage aux femmes. En ce sens, elles vont écouter du haut de la galerie des visiteurs le débat des députés quant au projet de loi. En 1937, sous l'initiative de la ligue, les organisations féministes décident de ne pas envoyer de délégation au parlement, puisqu’elles décident de se concentrer sur une campagne publicitaire ayant pour objectif de justifier les raisons pour lesquelles les femmes devraient voter.
Parmi les demandes se trouve la situation des institutrices en milieu rural, dont le salaire n’a pas changé depuis 50 ans en 1935. Il n’est que de 152 $ annuellement et « la loi stipulait même qu’une femme ne devait jamais recevoir plus de quinze cents dollars par année ». En ce sens, la Ligue exige depuis 1933 que les institutrices rurales soient protégées par la Loi du salaire minimum, elle va donc soutenir les travailleuses lors de leurs luttes pour l’amélioration de leurs conditions de travail, l’enjeu étant la bataille de l’application réelle de la Loi du salaire minimum à toutes les catégories de travailleuses.
Après l’obtention du droit de vote en 1940, la Ligue se donne deux nouvelles missions, en plus de celles déjà en cours. Elle veut que des réformes soient mises en place dans les prisons et veut faire adopter des lois pour la protection des enfants, ce qui ne sera pas suivi d'effets sur le plan légal. Durant la même année, Thérèse Casgrain, au nom de la Ligue, demande que le conseil municipal de Montréal ait une Canadienne de langue française au sein de son institution. Après avoir proposé Lucie Lamoureux-Bruneau, cette dernière est nommée, en plus de deux autres femmes.

## Membres
Étant une association bilingue, la Ligue des droits de la femme a donc autant des membres francophones qu’anglophones. En ce qui concerne l’exécutif, ce dernier comprend quinze membres dont une présidence, une ou deux vice-présidence-s, deux secrétaires, de langues française et anglaise, une trésorière et lorsque nécessaire une assistante au secrétariat et à la trésorerie. En ce qui concerne les autres membres de l’exécutif, ceux-ci n’ont pas de mandat particulier. Thérèse Casgrain, présidente de 1928 à 1942, réorganise la Ligue en créant de nouveaux comités : juridique, relations extérieures, chômage et travail, éducatif, bien-être social et communautaire, bibliothèques et archives.
Quant au nombre de membres, on peut compter jusqu’à 400 noms à certains moments. En revanche, après l’obtention du droit de vote en 1940, la Ligue perd de plus en plus de membres. Il est difficile d’identifier la cause de cette perte, mais les principales conclusions se concentrent soit sur le manque d’intérêt ou en raison de l’implication dans la Croix-Rouge ou des œuvres de guerre. Même Thérèse Casgrain est de moins en moins présente dans la Ligue en raison de différents engagements.
L’association ne reçoit aucune subvention, elle fonctionne donc, entre autres, avec les cotisations de ses membres.

## Activités
À partir de 1928, la Ligue des droits de la femme entreprend différentes actions afin de se faire entendre et d’éventuellement obtenir le droit de vote féminin. Lors d’une importante campagne, la Ligue distribue des dépliants et organise à travers la province des assemblées publiques ayant pour objectif de renseigner la population. Également, les villes de Québec et de Montréal ont vu se promener sur les rues principales des femmes-sandwichs portant des affiches en faveur du droit de vote des femmes. La Ligue va également parcourir les routes du Québec, s’arrêtant dans les villes pour distribuer des dépliants suffragistes. Elles vont également tenir des kiosques dans des expositions agricoles et y distribuer des brochures. Thérèse Casgrain ainsi que d’autres femmes du mouvement prononcent des discours dans des conférences à travers les villes du Québec.
La Ligue utilise la radio à plusieurs reprises dans son histoire. Avec l’inauguration du poste de Radio-Canada, les féministes y voient une occasion de diffuser de l’information en faveur de leur cause. La première émission qu’elle dirige est à l’antenne de CKAC à partir de 1934, avec Thérèse Casgrain à l’animation ou une autre femme de la Ligue ou bien un homme influent et sympathisant à leur cause. Elle est diffusée les vendredis durant 14 minutes. À partir du 27 septembre 1937, Thérèse Casgrain obtient une émission hebdomadaire de 30 minutes à la radio nommée Fémina dont elle est l’animatrice à ses débuts. Ainsi, de 1934 à 1938, Thérèse Casgrain explique aux auditrices et aux auditeurs la signification du droit de vote et les informe des multiples injustices que vivent les femmes. Thérèse Casgrain s’entoure de figures importantes dont Florence Fernet-Martel, Ida Cormier, Madame René Duguay et Nora Sampson.
En 1937, lors d’une exposition commerciale les militantes de la Ligue pour les droits de la femme en profitent pour installer une boîte de scrutin afin d’inviter les visiteurs à y déposer un bulletin afin d’exprimer leur opinion en ce qui concerne le droit de vote féminin. Lors du décompte des scrutins, il est possible de constater que 8149 personnes sont favorables alors que seulement 249 personnes sont opposées au suffrage féminin.
Même après l’obtention du droit de vote, la Ligue continue de faire des activités. Le mardi 25 mars 1941, elle fait le Premier Congrès de la Ligue des droits de la femme, à l’Hôtel Windsor. Durant cette journée, des femmes de partout du Québec viennent discuter du « Rôle et des responsabilités de la femme dans la démocratie ». On y fête également le premier anniversaire du droit de vote. Ce congrès revient en 1942 au mois de mai.